# Roger Grimau
Roger Grimau Gragera (Barcelona, 14. srpnja 1978.) španjolski je profesionalni košarkaš. Igra na poziciji bek šutera, a trenutačno je član Regal FC Barcelonae. 

## Vanjske poveznice
- Profil na Euroleague.net